# Sokolo
Sokolo è un comune rurale del Mali facente parte del circondario di Niono, nella regione di Ségou.
Il comune è composto da 19 nuclei abitati:
- Brougoukô
- Cheickbougou
- Chokoun
- Darsalam
- Diadian
- Dougouba
- Famabougou
- Hamdalaye
- Herebougou
- Kandiourou
- Kogoni Peulh
- M'Bentié
- Massarazana
- Madina Coura
- Nèmabougou
- Segou-Koro
- Seguindara
- Singo-Rangabe
- Sokolo